# Округ Далас (Мисури)
Округ Далас (енгл. Dallas County) је округ у америчкој савезној држави Мисури.

## Демографија
По попису из 2010. године број становника је 16.777, што је 1.116 (7,1%) становника више него 2000. године.
| Група             | 2000.          | 2010.          |
| Белци             | 15.164 (96,8%) | 16.037 (95,6%) |
| Афроамериканци    | 19 (0,1%)      | 35 (0,2%)      |
| Азијати           | 11 (0,1%)      | 40 (0,2%)      |
| Хиспаноамериканци | 147 (0,9%)     | 260 (1,5%)     |
| Укупно            | 15.661         | 16.777         |